# Tethionea cheesmanae
Tethionea cheesmanae là một loài bọ cánh cứng trong họ Cerambycidae.